# НанканБайци
Нанькан Байци (кит. 南康白起; также известен как Байци или Нанькан; 26 мая 1980, Ляонин, КНР — 9 марта 2008) — китайский интернет-писатель и открытый гомосексуал. Родился в провинции Ляонин, вырос во Внутренней Монголии. Публиковал свои произведения на интернет-платформах под разными псевдонимами: как «Байци» (白起) на сайте jjwxc (晋江文学城), и как «Нанькан» (南康) на форуме Tianya (天涯社区). Получил известность благодаря таким работам, как «Шесть заметок о жизни» (《浮生六记》) и «Я буду ждать тебя , пока мне не исполниться тридцать пять лет» (《我等你到三十五岁》). Его трагическая смерть — он покончил с собой, бросившись в реку — привлекла внимание широкой общественности, особенно среди ЛГБТ-сообщества и поклонников его творчества.

### Биография
В 1999 году Нанькан отправился в город Чанша, где поступил в Университет Центрального Южного Китая. Именно там он познакомился со своим будущим возлюбленным. В 2002 году они начали встречаться и оставались в отношениях до 2006 года. В этот период они жили вместе недалеко от кампуса. На основе их истории любви Нанькан написал своё известное произведение «Шесть заметок о жизни» (《浮生六记》).
1 января 2006 года, после семи лет отношений, возлюбленный Нанькана, не выдержав давления со стороны общества и семьи, женился на женщине, и пара рассталась. Впоследствии Нанькан написал эссе «Я буду ждать тебя до тридцати пяти лет» (《我等你到三十五岁》), в котором вновь обратился к их совместной истории. Текст был проникнут грустью и выражал глубокую любовь и решимость; его стиль отличался меланхоличностью. В это время, предположительно, он страдал от депрессии.
9 марта 2008 года Нанькан в последний раз связался со своими друзьями, после чего исчез. Позднее стало известно, что он покончил с собой, бросившись в реку Сянцзян в Чанша. Его тело было найдено 27 марта в уезде Сяньин городского округа Юэян спустя 18 дней после исчезновения. Предполагается, что причиной самоубийства стало усугубление депрессии, вызванное браком бывшего возлюбленного. На момент смерти ему было всего 27 лет.

### Творческая деятельность и изменения в произведениях
В творческом наследии Нанькана Байци выделяются два заметных романа, которые претерпели изменения в названии и содержании в процессе публикации.
Первым из них является произведение, изначально опубликованное под названием 凝眸深处 («В глубине его глаз»), которое позднее было переименовано в 惘然劫 («Потереная судьба»). Этот роман был завершён автором.
Второй роман представляет собой более сложную историю публикации. В феврале 2004 года Нанькан опубликовал первую главу произведения под английским названием No Way Home, что выделяло его среди прочих работ, опубликованных на китайском языке. В течение года автор не вносил изменений в роман, однако в мае 2005 года он внезапно изменил название произведения на китайское 宿命 («Судьба»). Одновременно была переработана первая глава (подробности о характере изменений неизвестны), а также в течение двух недель были опубликованы ещё три главы. После этого Нанькан прекратил работу над романом и не возвращался к нему.
В 2006 году он переключился на написание эссе 我等你到三十五岁 («Я буду ждать тебя до тридцати пяти лет»), которое не было найдено на его основных платформах, но, предположительно, впервые появилось на интернет-форумах. Данное эссе часто цитировалось вместе с другими его работами и отражало личные переживания автора.
Судя по времени изменений в романе 宿命 и содержанию эссе, можно предположить, что в мае 2005 года Нанькан осознал приближающийся разрыв с возлюбленным. Вера автора в судьбу и тесная связь между этим понятием и его отношениями, по этим данным, сыграли значительную роль в его эмоциональном состоянии, что, возможно, повлияло на последующие события в его жизни.

### Влияние и память
После его смерти многие интернет-исполнители, такие как Лунсан (伦桑), Шаосымин (少司命), Сися (司夏), Сигуа JUN (西瓜JUN) и другие, посвятили ему песни, среди которых: «Прошлое, словно ветер» (《往日如风》), «Я буду ждать тебя до тридцати пяти лет» (《我等你到三十五岁》), «Мимолётная красота» (《风华转瞬》), «Прохлада марта» (《三月凉》), «Похороны весны» (《葬春》), «В тот год» (《时年》), «Прекращение перерождений» (《轮回休止》), «Встреча, на которую никто не пришёл» (《约期无人赴》), «Летающая рыба» (《会飞的鱼") и другие.
В 2015 году, когда Нанькану исполнилось бы 35 лет, в интернете вновь вспоминали и чествовали его память.

### Основные произведения
- 《恋人未定》 (2004) — Нерешительный любовник (BL) короткий рассказ
- 《妖狐》 (2004) — Дэмон-лис (BL) роман
- 《浮生六记》 (2004) — Шесть заметок о бренной жизни эссе-роман
- 《但愿人长久》 (2004) — Желаю, чтобы люди жили долго (название отсылка к знаменитому стихотворению Су Ши) (BL) короткий рассказ
- 《惘然劫》 (2005) —"Потерянная судьба" (BL) роман
- 《妖狐番外》 (2005) — Дэмон лис экстра (BL) короткий рассказ
- 《宿命》 (2005) — «Судьба» (BL) роман
- 《三人行》 (2005) — «Трое вместе» (BL) роман
- 《我等你到三十五岁》 (2006) — «Я буду ждать тебя до тридцати пяти лет» эссе-роман

Многие из этих произведений с 2019 года были заблокированы на платформе «Цзиньцзян» (晋江).